# Lithocarpus blumeanus
Lithocarpus blumeanus är en bokväxtart som först beskrevs av Pieter Willem Korthals, och fick sitt nu gällande namn av Alfred Rehder. Lithocarpus blumeanus ingår i släktet Lithocarpus och familjen bokväxter. Inga underarter finns listade.